# Bedekrans
 "Rosenkrans" omdirigeres hertil. For landsbyen i Sydslesvig, se Rosenkrans (Sydslesvig).
En bedekrans er en perlekæde eller lignende, der benyttes som mnemoteknisk værktøj ved bøn.
I den romersk-katolske kirke benyttes en rosenkrans, der er en bønnesnor med 59 kugler af træ, glas eller et mere kostbart materiale samt et kors.  Den er for mange katolikker et uundværligt instrument, et helligt tegn på bønnen, når de tager den i hånden og lader den glide mellem fingrene.  Sådanne bønnesnore findes også hos ikke-kristne trossamfund, for eksempel i Islam, hvor snoren består af 99 (eller 33) kugler, som symboliserer Allahs 99 navne.      

## Bønnen i  den romersk-katolske kirke
Millioner af katolikker beder dagligt rosenkransen:  Rosenkransbønnen består af 15 dele – "led" – hvor hvert led består af et "Fader vor" og ti "Hil dig Maria", mens den bedende mediterer over 15 "mysterier" om Guds forløsende virke i Jesus Kristus.  Som regel beder de kun en tredjedel, det passer med antallet af perler på kransen, altså fem gange Fader Vor og ti Hil dig Maria, og måske nævner de også navnet på mysteriet. Der er fire forskellige "rosenkranse", nemlig de fem "glædens mysterier", fem "lysets mysterier", fem "smertens mysterier" og fem "herlighedens mysterier". 
De overvejer dermed den vej, som Maria er gået sammen med Jesus. "Jesus, Guds Søn og menneskesøn, som blev undfanget ved Helligånden, ... og født i en stald; Jesus, som i angstens time svedte blod, blev pisket og kronet med torne, som bar sit kors på smertens vej og blev korsfæstet; Jesus, som opstod fra de døde, vendte hjem til sin Fader i himlen, hvorefter Helligånden blev udgydt over Kirken, og Maria, Kirkens Moder, blev hentet hjem og kronet med himmelsk glans". Ofte indledes mysterierne med den apostolske trosbekendelse og tre Hil dig Maria med en bøn om, at de tre guddommelige dyder må forøges i os: tro, håb og kærlighed.    
Mange store personligheder har elsket netop denne bøn.  I den bue, som rosenkransen udspænder fra det ene mysterium til det næste, har den bedende altid plads til sammen med sine egne glæder og sorger at indeslutte andres i sin bøn.   
Når rosenkransens perler glider gennem fingrene, vil fred tage bolig i hjertet og sprede sig til andre.  Den fred lyser op i en lille del af verden og forvandler den.  Den rosenkransbøn, som i begyndelsen synes monoton, danner hele tiden en overgang fra mundtlig bøn til betragtende bøn, sagde Adrienne von Speyr, (mystiker i det 20. århundrede). 
"Bed uden ophør", sagde apostlen Paulus til de kristne i Thessalonika (1 Thess 5,17). I kirkens tidligste munkevæsen i ørkenen opstod inspireret af denne tekst en tradition med vedvarende bøn, der fulgte åndedrættets og hjerteslagets rytme, og som ikke blev afbrudt, fordi munkene beskæftigede sig med manuelt arbejde. 
Denne vedvarende bøn var ikke en monoton gentagelse af ord og ikke et magisk forsøg på at modtage guddommelig kraft, men snarere en længsel efter at blive indviet i mysteriet omkring foreningen med Gud.   
Den, der bad på den måde, blev som en kilde af fred og åndelig glæde.  Den vestlige kirkes rosenkransbøn, som blev opfundet af en karteusermunk, har samme udgangspunkt som den østlige kirkes Jesusbøn, men dens vej fører over Maria til Jesus. 

## I den ortodokse kirke
I den ortodokse kirke benyttes et bedereb, som er en snor med 100 knuder, og hvor der også er flettet et kors. Snoren kan være simpel eller dekoreret på forskellig vis. Jesusbønnen lyder "Herre Jesus Kristus Guds Søn, forbarm dig over mig synder" og gentages mange gange, dog ind i mellem afbrudt af "Ære være Faderen og Sønnen og Helligånden" og af "Fadervor".

## I andre religioner
I Islam benyttes på lignende vis en perlekæde med 99 perler, som bedes med den islamiske trosbekendelse.
I buddhismen og hinduismen benyttes en mala med 108 perler til at tælle mantraer eller bønner.